# 木本正次
木本 正次（きもと しょうじ、1912年10月5日 - 1995年1月26日）は、日本の小説家。毎日新聞元編集委員。

## 来歴・人物
1912年（大正元年）10月5日、徳島県海部郡牟岐町出身。
神宮皇學館（現皇學館大学）卒業後、毎日新聞に入社。
毎日新聞時代は新聞記者として数々の出来事の現場取材を経験。
毎日新聞中部本社報道部長、毎日新聞西部本社ラジオ報道部長、毎日新聞大阪本社整理部顧問を務め、毎日新聞東京本社及び大阪本社では出版局参与を務めた。
毎日新聞記者を務める傍ら、小説家としての活動を並行して進め、1960年（昭和35年）に『刀塚』が直木賞候補となった。
木本の代表作である『黒部の太陽』は、毎日新聞東京本社編集委員在任中の1964年（昭和39年）に、毎日新聞連載小説として発表した作品である。この作品は三船プロダクション/石原プロモーションが三船敏郎＆石原裕次郎の主演で映画化し、反響を呼んだ。鹿島臨海工業地帯の成立を描いた『砂の十字架』も、1971年石原裕次郎主演で『甦える大地』として映画化された。
1967年（昭和42年）に毎日新聞社を定年退職した後は本格的に作家に専念し、ノンフィクション分野で主として企業と人間のかかわりを題材にした作品を続々発表し続けた。
1995年（平成7年）1月26日、逝去。享年82。

## 著書
- 『海女と一億円』桃源社（1960年）
- 『泣女〜なきめ』大和出版（1961年）
- 『黒部の太陽 日本人の記録』毎日新聞社（1964年）のち講談社　→　信濃毎日新聞社
  - 1964年 新聞連載 - 書籍化の際に数十枚の加筆が行われた[1]。
- 『香港の水』講談社（1967年）のち日本放送出版協会
- 『反逆の走路〜小説 豊田喜一郎』毎日新聞社（1968年）
- 『東京地底』日本経営出版会（1969年）
- 『砂の十字架〜鹿島人工港ノート』講談社（1970年）
- 『四阪島〜公害とその克服の人間記録』講談社（1971年）
- 『少年平賀源内』赤松克巳絵 東都書房（1972年）
- 『東への鉄路〜近鉄創世紀』講談社（1974年）のち学陽書房
- 『砂からの門〜鹿島開発史ノート』日本能率協会（1975年）
- 『熱球爆走す』日本経済新聞社（1977年）
- 『黒潮の碑文』毎日新聞社（1978年）
- 『夜明けへの挑戦〜豊田喜一郎伝』新潮社（1979年）のち学陽書房人物文庫『豊田喜一郎〜夜明けへの挑戦』
- 『燃える男の肖像』講談社（1981年）
- 『小説出光佐三〜燃える男の肖像』にっかん書房（1982年）
- 『出光佐三語録〜気骨の経営者』PHP研究所（1983年）のち文庫
- 『騎手・福永洋一「奇跡への挑戦」』PHP研究所（1985年）
- 『トヨタの経営精神―語り継ぐ経営一〇〇年』PHP研究所（1985年）
- 『伊庭貞剛物語〜住友近代化の柱』朝日ソノラマ（1986年）
- 『別子銅山中興の祖 伊庭貞剛物語』愛媛新聞社（1999年）